# ماریانو دیاز (بازیکن فوتبال)
ماریانو دیاز مخیا (انگلیسی: Mariano Díaz Mejía؛ زادهٔ ۱ اوت ۱۹۹۳) بازیکن فوتبال اهل انالیا است.  

## آمار باشگاهی
تا تاریخ ۱۲ نوامبر ۲۰۲۳
| عملکرد                   | عملکرد                   | عملکرد                   | لیگ       | لیگ       | جام      | جام      | قاره‌ای | قاره‌ای | سایر | سایر | مجموع | مجموع |
| فصل                      | باشگاه                   | لیگ                      | بازی      | گل        | بازی     | گل       | بازی   | گل     | بازی | گل   | بازی  | گل    |
|                          |                          |                          | لیگ کشوری | لیگ کشوری | جام حذفی | جام حذفی | اروپا  | اروپا  | دیگر | دیگر | مجموع | مجموع |
| ------------------------ | ------------------------ | ------------------------ | --------- | --------- | -------- | -------- | ------ | ------ | ---- | ---- | ----- | ----- |
| ۲۰۱۱–۲۰۱۲                | بادالونا                 | سگوندا دیویسیون بی       | ۳         | ۱         | ۱        | ۱        | ۰      | ۰      | ۰    | ۰    | ۴     | ۲     |
| مجموع بادالونا           | مجموع بادالونا           | مجموع بادالونا           | ۳         | ۱         | ۱        | ۱        | ۰      | ۰      | ۰    | ۰    | ۴     | ۲     |
| ۲۰۱۲–۲۰۱۳                | رئال مادرید سی           | سگوندا دیویسیون بی       | ۲۰        | ۳         | ۰        | ۰        | ۰      | ۰      | ۰    | ۰    | ۲۰    | ۳     |
| ۲۰۱۳–۲۰۱۴                | رئال مادرید سی           | سگوندا دیویسیون بی       | ۲۶        | ۱۵        | ۰        | ۰        | ۰      | ۰      | ۰    | ۰    | ۲۶    | ۱۵    |
| مجموع رئال مادرید سی     | مجموع رئال مادرید سی     | مجموع رئال مادرید سی     | ۴۶        | ۱۸        | ۰        | ۰        | ۰      | ۰      | ۰    | ۰    | ۴۶    | ۱۸    |
| ۲۰۱۳–۲۰۱۴                | رئال مادرید کاستیا       | سگوندا دیویسیون          | ۱         | ۰         | ۰        | ۰        | ۰      | ۰      | ۰    | ۰    | ۱     | ۰     |
| ۲۰۱۴–۲۰۱۵                | رئال مادرید کاستیا       | سگوندا دیویسون بی        | ۱۰        | ۵         | ۰        | ۰        | ۰      | ۰      | ۰    | ۰    | ۱۰    | ۵     |
| ۲۰۱۵–۲۰۱۶                | رئال مادرید کاستیا       | سگوندا دیویسون بی        | ۳۳        | ۲۷        | ۰        | ۰        | ۰      | ۰      | ۰    | ۰    | ۳۳    | ۲۷    |
| مجموع رئال مادرید کاستیا | مجموع رئال مادرید کاستیا | مجموع رئال مادرید کاستیا | ۴۴        | ۳۲        | ۰        | ۰        | ۰      | ۰      | ۰    | ۰    | ۴۴    | ۳۲    |
| ۲۰۱۶–۲۰۱۷                | رئال مادرید              | لالیگا                   | ۸         | ۱         | ۵        | ۴        | ۱      | ۰      | ۰    | ۰    | ۱۴    | ۵     |
| ۲۰۱۷–۲۰۱۸                | لیون                     | لیگ ۱                    | ۳۴        | ۱۸        | ۲        | ۱        | ۹      | ۲      | ۰    | ۰    | ۴۵    | ۲۱    |
| ۲۰۱۸–۲۰۱۹                | لیون                     | لیگ ۱                    | ۳         | ۰         | ۰        | ۰        | ۰      | ۰      | ۰    | ۰    | ۳     | ۰     |
| مجموع لیون               | مجموع لیون               | مجموع لیون               | ۳۷        | ۱۸        | ۲        | ۱        | ۹      | ۲      | ۰    | ۰    | ۴۸    | ۲۱    |
| ۲۰۱۸–۲۰۱۹                | رئال مادرید              | لالیگا                   | ۱۳        | ۳         | ۱        | ۰        | ۵      | ۱      | ۰    | ۰    | ۱۹    | ۴     |
| ۲۰۱۹–۲۰۲۰                | رئال مادرید              | لالیگا                   | ۵         | ۱         | ۲        | ۰        | ۰      | ۰      | ۰    | ۰    | ۷     | ۱     |
| ۲۰۲۰–۲۰۲۱                | رئال مادرید              | لالیگا                   | ۱۶        | ۱         | ۱        | ۰        | ۴      | ۰      | ۱    | ۰    | ۲۲    | ۱     |
| ۲۰۲۱–۲۰۲۲                | رئال مادرید              | لالیگا                   | ۹         | ۱         | ۱        | ۰        | ۱      | ۰      | ۰    | ۰    | ۱۱    | ۱     |
| ۲۰۲۲–۲۰۲۳                | رئال مادرید              | لالیگا                   | ۹         | ۰         | ۰        | ۰        | ۱      | ۰      | ۱    | ۰    | ۱۱    | ۰     |
| مجموع رئال مادرید        | مجموع رئال مادرید        | مجموع رئال مادرید        | ۶۰        | ۷         | ۱۰       | ۴        | ۱۲     | ۱      | ۲    | ۰    | ۸۴    | ۱۲    |
| ۲۰۲۳–۲۰۲۴                | سویا                     | لالیگا                   | ۴         | ۰         | ۰        | ۰        | ۳      | ۰      | ۰    | ۰    | ۷     | ۰     |
| مجموع آمار               | مجموع آمار               | مجموع آمار               | ۱۹۴       | ۷۶        | ۱۳       | ۶        | ۲۱     | ۳      | ۲    | ۰    | ۲۳۰   | ۸۵    |

## آمار ملی

### بازی‌های ملی
| دومینیکن | دومینیکن | دومینیکن |
| سال      | بازی     | گل       |
| -------- | -------- | -------- |
| ۲۰۱۳     | ۱        | ۱        |
| مجموع    | ۱        | ۱        |

### گل‌های ملی
| شماره | تاریخ        | میزبان       | بازی ملی | حریف   | نتیجه | رقابت   |
| ----- | ------------ | ------------ | -------- | ------ | ----- | ------- |
| ۱     | ۲۴ مارس ۲۰۱۳ | سن کریستوبال | ۱        | هائیتی | ۳–۱   | دوستانه |

## افتخارات

### باشگاهی

#### رئال مادرید
- لا لیگا: ۲۰۱۶–۲۰۱۷، ۲۰۱۹–۲۰۲۰، ۲۰۲۱–۲۰۲۲
- لیگ قهرمانان اروپا: ۲۰۱۶–۲۰۱۷، ۲۰۲۱–۲۰۲۲
- کوپا دل ری: ۲۰۲۲-۲۰۲۳
- سوپرجام اسپانیا: ۲۰۱۹، ۲۰۲۱
- سوپرجام اروپا: ۲۰۱۶، ۲۰۲۲
- جام باشگاه‌های جهان: ۲۰۱۶، ۲۰۱۸، ۲۰۲۲

همچنین ماریانو دیاز در بازی رئال مادرید و بارسلونا که به الکلاسیکو شهرت دارد، تنها ۵۰ ثانیه پس از ورودش به میدان گلزنی کرد. به این ترتیب او زننده سریع‌ترین گل تاریخ ال‌کلاسیکو در قرن بیست و یکم به عنوان یک بازیکن تعویضی لقب گرفت.